# Ригалета (Трапани)
Ригалета је насеље у Италији у округу Трапани, региону Сицилија.
Према процени из 2011. у насељу је живело 829 становника. Насеље се налази на надморској висини од 53 м.